# Coreia do Sul nos Jogos Olímpicos de Verão de 2004
A Coreia do Sul competiu nos Jogos Olímpicos de Verão de 2004, em Atenas, na Grécia.

## Desempenho

### Natação
Masculino
| Atleta(s)     | Evento       | Eliminatórias | Eliminatórias | Semifinal | Semifinal | Final       | Final       |
| Atleta(s)     | Evento       | Tempo         | Posição       | Tempo     | Posição   | Tempo       | Posição     |
| ------------- | ------------ | ------------- | ------------- | --------- | --------- | ----------- | ----------- |
| Park Tae-Hwan | 400 m livre  | DSQ           | DSQ           |           |           | Não avançou | Não avançou |
| Sung-Mo Cho   | 1500 m livre | 15min43s43    | 25º           |           |           | Não avançou | Não avançou |

### Tiro com arco
| Atleta        | Evento               | Classificação | Classificação | Fase de 64                 | Fase de 32                                       | Oitavas de final            | Quartas de final           | Semifinais             | Final                  | Final       |
| Atleta        | Evento               | Escore        | Pos.          | Adversário e resultado     | Adversário e resultado                           | Adversário e resultado      | Adversário e resultado     | Adversário e resultado | Adversário e resultado | Pos.        |
| ------------- | -------------------- | ------------- | ------------- | -------------------------- | ------------------------------------------------ | --------------------------- | -------------------------- | ---------------------- | ---------------------- | ----------- |
| Im Dong-hyun  | Individual masculino | 687           | 1º            | MRI Bundhun (64) V 152-109 | GRE Karageorgiou (33) V 171-159                  | IND Prasad (48) V 167-165   | JPN Yamamoto (9) D 110-111 | Não avançou            | Não avançou            | Não avançou |
| Park Kyung-mo | Individual masculino | 672           | 4º            | FIJ Elder (61) V 154-138   | KAZ Zabrodskiy (29) V 154 (10) (10)-154 (10) (9) | BLR Prylepau (45) V 173-166 | AUS Cuddihy (12) D 111-112 | Não avançou            | Não avançou            | Não avançou |
| Jang Yong-ho  | Individual masculino | 671           | 5º            | GRE Nanos (60) V 162-131   | JPN Furukawa (37) V 166-163                      | AUS Cuddihy (12) D 165-166  | Não avançou                | Não avançou            | Não avançou            | Não avançou |